# Sophie Anderson
Sophie Anderson (Brístol, Inglaterra, 23 de noviembre de 1987-Basingstoke, Inglaterra, 30 de noviembre de 2023) fue una actriz pornográfica, modelo erótica y celebrity británica.

## Carrera
Debutó en la industria pornográfica en 2017, cuando tenía 30 años. Llegó a rodar producciones para estudios europeos y estadounidenses, como Brazzers, Reality Kings, Fakehub, DDF, British Bukkake Productions, Legal Porno, Evil Angel, Television X o Wicked Pictures entre otros.
Anderson se volvió famosa en octubre de 2018 cuando junto a su compañera artística, la estrella pornográfica Rebecca More, publicó un vídeo que acabó volviéndose viral. La pareja, autodenominada "The Cock Destroyers", acabó convirtiéndose en meme y, posteriormente, a ser considerada un ícono LGBT. Los clips de audio de More y Anderson se incluyeron en el remix de King Princess "cock destroyer", lanzado el 4 de marzo de 2019 a través de SoundCloud.
En 2020, Anderson y More comenzaron a aparecer en Slag Wars: The Next Destroyer, una serie de reality-show en el que se buscaba quién podía llegar a ser llamada "The Next Cock Destroyer". En 2021, las dos actrices se alejaron personal y profesionalmente, resultando en una pausa indefinida de las "Cock Destroyers".
Como actriz, llegó a grabar más de 40 películas.
Algunas películas suyas fueron A Proper Mess, Analyzed 2, Big-Titted Bukkake Girls, o Destroy My Makeup.

## Vida personal

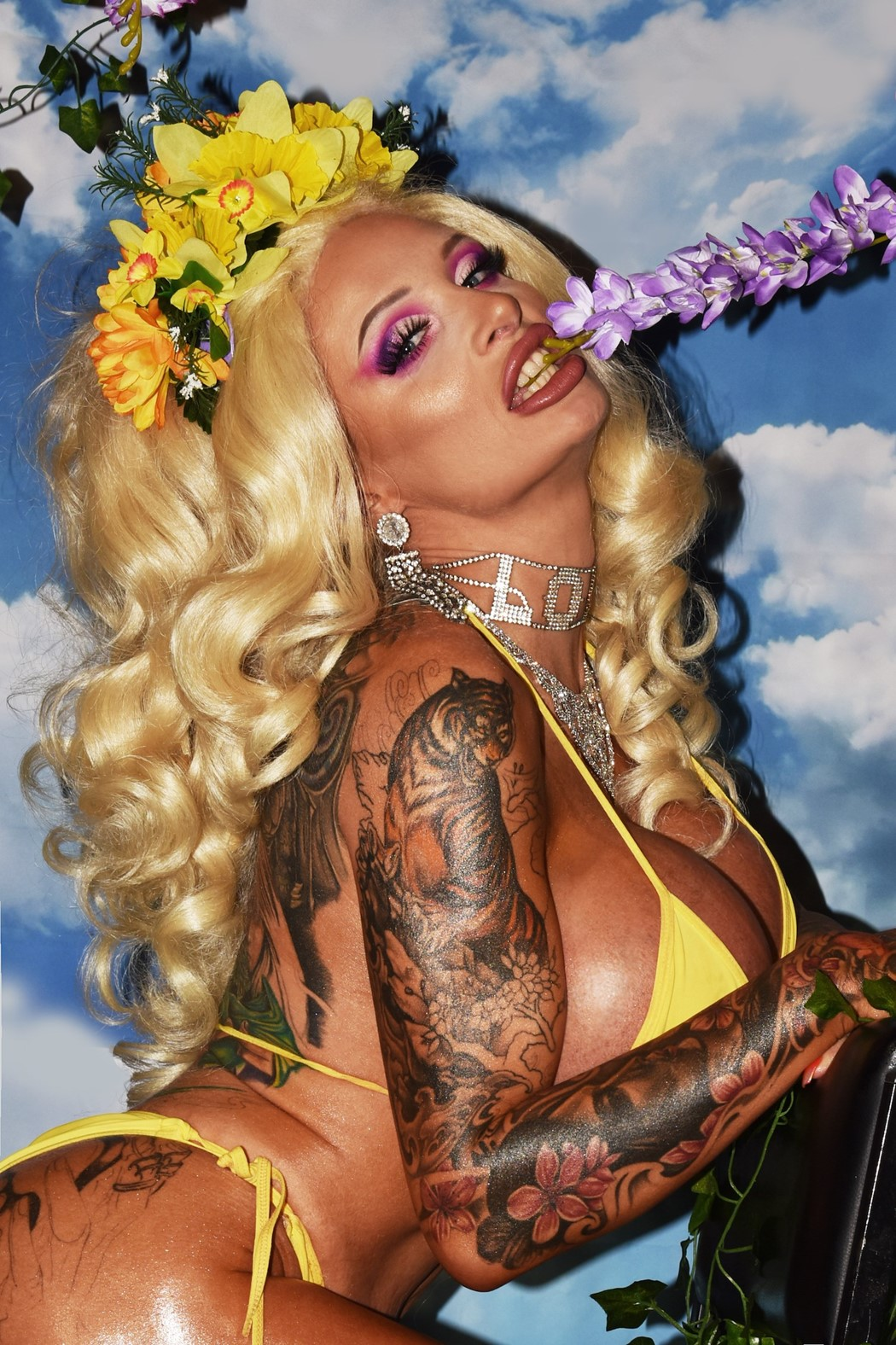
Sophie Anderson, posada para un reportaje en la revista Dazed, en 2019.

Anderson era miembro y defensora de la comunidad LGBTQ, ya que ella misma se consideraba bisexual, compartiendo con sus seguidores en redes sociales su lado más personal y su reivindicación.
En las elecciones generales del Reino Unido de 2019, Anderson declaró públicamente que había votado al Partido Laborista.
Era conocida por su extrema modificación corporal, que incluía rellenos de labios y pechos 32J. En marzo de 2022, fue hospitalizada después de que su implante mamario izquierdo se infectara con sepsis cinco veces y finalmente explotara. Abrió un GoFundMe para pagar su cirugía de reconstrucción, recaudando más de 10 000 libras. Pese a que consiguió que se reconstruyera, el pecho volvió a infectarse. Anderson publicó varias actualizaciones sobre su estado después de que comenzara a filtrarse. Se sometió a más cirugías de reconstrucción mamaria al año siguiente.
En 2021, Anderson comenzó una relación con Oliver Spedding, un exfutbolista británico convertido en actor pornográfico que tenía tres hijos. El 10 de septiembre de 2023, Spedding publicó numerosas declaraciones en Twitter sugiriendo que Anderson había muerto. Ese mismo día, la actriz declaró que había contactado con la policía de Suffolk, que había llevado a cabo un control del bienestar de Anderson, confirmando que las declaraciones eran falsas y que dicha noticia no era sino un bulo.
Spedding fue detenido al día siguiente como sospechoso de causar lesiones corporales graves con intención, detención ilegal y envío de mensajes obscenos. Durante el mes siguiente se denunciaron a la policía de Thames Valley otros casos de preocupación por el bienestar de Anderson, en los que se afirmaba que Spedding era abusivo y se le acusaba de haber "apuñalado y traficado sexualmente" con Anderson. Spedding murió el 15 de noviembre de 2023, a los 34 años, en un Days Inn de Winchester en circunstancias relacionadas con las drogas.

## Fallecimiento
Falleció el 30 de noviembre de 2023, a los 36 años de edad, si bien la comunicación de su muerte no se dio a conocer hasta el siguiente 4 de diciembre. Coincidió dos semanas después del fallecimiento de su pareja sentimental, Oliver Spedding.
Su muerte fue anunciada en diciembre por su amiga íntima y también actriz pornográfica Rebecca More, en un comunicado en Instagram. More le rindió homenaje describiéndola como un "alma burbujeante, divertida y de buen corazón que era escandalosa por fuera pero también tan amable a puerta cerrada" [...] añadiendo que "compartieron un tiempo loco juntas totalmente único [entre ellas]" y que Anderson ocuparía un lugar especial en [su] corazón. Varios miembros de la comunidad LGBT también rindieron homenaje a Anderson, entre ellos la finalista de RuPaul's Drag Race UK Divina de Campo, que la describió como "escandalosa [...] pero increíblemente dulce" y una "defensora constante de la comunidad LGBTQ+ y de la industria [pornográfica]", así como Terrence Higgins Trust, una organización benéfica dedicada al VIH y la salud sexual por la que Anderson había abogado en el pasado, que dijo estar "muy triste por su muerte".
El portal y productora estadounidense Brazzers la describió como un "icono que trajo tanta alegría a tantos", mientras que Men.com dijo que era un "rayo de luz definitivo [...] que encarnaba el tipo de liberación y generosidad hacia uno mismo al que [todos] deberían aspirar".